# Vivero de peces

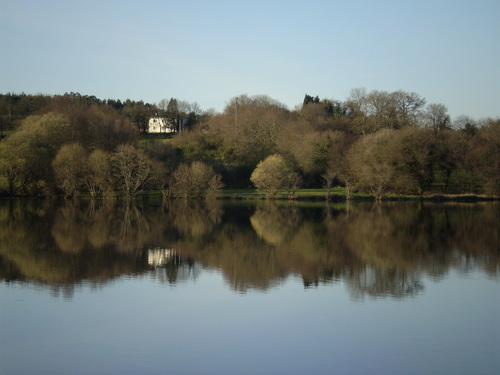
Laguna de Sobrado dos Monxes, en La Coruña.

Un vivero de peces es un lago artificial construido para la cría de pescado. En tiempos medievales era bastante común en los monasterios y castillos de Europa para el abastecimiento de pescados.
Los viveros de peces son comunes en Canadá; Europa (especialmente en la República Checa) y en las Islas Filipinas.
Este tipo de viveros se están promoviendo en los países en vías de desarrollo. Además de constituir una fuente de ingresos para los granjeros, ayuda a irrigar los campos y da el agua necesaria para vivir.